# ستيفان فرانسين
ستيفان فرانسين (بالهولندية: Stephan Fransen)‏ مواليد 8 أغسطس 1988 في لاهاي، هو لاعب كرة مضرب هولندي ويحتل حالياً المرتبة رقم. 1076 في تصنيف رابطة محترفي كرة المضرب. أعلى تصنيف له في الفردي كان المركز الـ 817 في سنة 2010. أعلى تصنيف له في الزوجي كان المركز الـ 163 في سنة 2013.

## روابط خارجية
- ستيفان فرانسين على موقع رابطة محترفي التنس (الإنجليزية)
- ستيفان فرانسين على موقع الاتحاد الدولي لكرة المضرب (الإنجليزية)
- ستيفان فرانسين على موقع خلاصة التنس.كوم (الإنجليزية)